# Dascyllus flavicaudus
Dascyllus flavicaudus är en fiskart som beskrevs av Randall och Allen, 1977. Dascyllus flavicaudus ingår i släktet Dascyllus och familjen Pomacentridae. Inga underarter finns listade i Catalogue of Life.